# Svellnuten
Svellnuten är en bergstopp i Antarktis. Den ligger i Östantarktis. Norge gör anspråk på området. Toppen på Svellnuten är 1 740 meter över havet.
Terrängen runt Svellnuten är varierad. Trakten är obefolkad. Det finns inga samhällen i närheten. 